# バロンの末裔
ミュージカル・ロマン『バロンの末裔』（バロンのまつえい）は、宝塚歌劇団で上演された舞台作品。作･演出は正塚晴彦。
スコットランドを舞台に、破産寸前の貴族とそれを取り巻く人々の人間模様を描いた。

## 公演データ

### 1996年・1997年
月組公演。18場。
1996年12月20日から1997年2月2日（新人公演：1月14日）に宝塚大劇場で、1997年4月4日から4月30日（新人公演：4月15日）に東京宝塚劇場で上演された。
伴演作は宝塚レビュー『グランド・ベル・フォリー』。
月組トップスター・久世星佳のサヨナラ公演。

### 2021年
宙組全国ツアー公演。
2021年11月21日 - 12月9日。
併演作は『アクアヴィーテ!!』。

## あらすじ
20世紀初頭のスコットランド。ボールトン男爵家の次男坊エドワードは家を出て、軍人として身を立てていた。そこへ爵位を継いだ双子の兄ローレンスが病に倒れたと言う知らせが届く。急ぎ帰郷したエドワードを待っていたのは、兄の借金によって領地が差し押さえられるかもしれない、と言う現実だった。
取り急ぎ、土地の抵当権を押さえている銀行家ウィリアムに、期日の延期を頼みに行くエドワード。しかしこの土地を手に入れ、上流階級に食い込む事をたくらむウィリアムとの交渉は決裂。いきなり難問を押し付けた兄への不満に落ち込み、再び家を出ようとするエドワード。そんな彼を、兄弟の幼馴染で今はローレンスの婚約者であるキャサリンが励ます。
実はエドワードはかってキャサリンを愛していた。しかし爵位の継げない次男では彼女を幸せにする事は出来ないと思い、愛を告げることなく家を出たのだった。今自分がこの問題から逃げ出せば、兄はすべてを失い、彼女も不幸にしてしまうだろう。そう思い直したエドワードは、キャサリンのためにこの問題を解決しようと心に決める。
キャサリンの話から、エドワードは兄が借金を重ねた理由に不審を抱く。そこへ軍隊仲間であった情報将校リチャードが恋人ヘレンをつれて現れる。エドワードは調査に協力してくれるようにリチャードに依頼する。二人は調査を開始。そしてウィリアムとボールトン家出入りの会計士がグルではなかったかと目星をつける・・・。

## スタッフ

### 1996年・1997年(スタッフ)
※氏名の後ろに「宝塚」、「東京」の文字がなければ両劇場共通。
- 作・演出：正塚晴彦[1]
- 作曲・編曲：高橋城[2]
- 音楽指揮：佐々田愛一郎（宝塚）[2]、伊沢一郎（東京）[3]
- 振付[2]：上島雪夫・伊賀裕子
- 装置：大橋泰弘[2]
- 衣装：任田幾英[2]
- 照明：勝柴次朗[2]
- 音響：加門清邦[2]
- 小道具：伊集院撤也[2]
- 効果：切江勝[2]
- 演出助手：木村信司[2]
- 装置捕[2]：新宮有紀・広森守
- 衣装補：田口美香[2]
- 舞台進行：赤坂英雄[2]
- 舞台監督[3]：佐田民夫（東京）・江口正昭（東京）・八木千寿子（東京）・藤村信一（東京）
- 演奏：宝塚管弦楽団（宝塚）[2]、東宝オーケストラ（東京）[3]
- 製作担当：横山美二（東京）[3]
- 制作：佐分孝[2]
- 演出担当（演出担当）：木村信司（宝塚）[2]、正塚晴彦（東京）[3]

出典（作・演出、作曲・編曲、振付、装置、衣装、照明）

## 主な配役

### 1996年・1997年(主な配役)
※カッコ内のキャストは新人公演の配役。
- エドワード／ローレンス（2役） ： 久世星佳 （成瀬こうき） …… 零落したボールトン男爵家の双子の兄弟
- キャサリン ： 風花舞 （千紘れいか） …… ボールトン兄弟の幼馴染、兄ローレンスの婚約者
- リチャード ： 真琴つばさ （樹里咲穂） …… 弟エドワードの軍隊時代の友人
- ウィリアム ： 姿月あさと （水夏希） …… ボールトン家の抵当権を持つ銀行の頭取
- ヘンリー ： 汐風幸 （大和悠河） …… ボールトン家の領地の羊飼い
- ヘレン ： 千紘れいか （西條三恵） …… リチャードの婚約者
- トーマス ： 未沙のえる （名城あおい） …… ウィリアムの父、銀行の創業者
- ジョージ ： 汝鳥伶 （高翔みず希） …… ボールトン家の執事
- ローバック ： 真山葉瑠 （まほろば遊） …… 会計士
- ブリンクリー ： 嘉月絵理 （大空祐飛） …… ウィリアムの秘書
- シャーロット ： 夏河ゆら （檀れい） …… トーマスの秘書兼愛人
- ミセス・サーティーズ ： 梨花ますみ （星野瞳） …… ボールトン家のメイド頭
- エミリ ： 夏妃真美 （南城ひかり） …… ボールトン家のメイド
- ジェラルド ： 大峯麻友 （鳴海じゅん） …… ボールトン家の元庭師、ヘンリーの父
- レイチェル ： 那津乃咲 （瑠菜まり） …… ヘンリーの妹
- イングリッド ： 美原志帆 （水沢葉月） …… ウィリアムの顧客

## この公演での退団者
- 1997年2月2日（宝塚大劇場公演千秋楽）付[6]
山吹紗世・逢原せりか

- 1997年4月30日（東京宝塚劇場公演千秋楽）付[6]
久世星佳・夏妃真美・鷹悠貴・若江由季・瑞穂環